# Sussaba erigator
Sussaba erigator är en stekelart som först beskrevs av Fabricius 1793.  Sussaba erigator ingår i släktet Sussaba och familjen brokparasitsteklar. Arten är reproducerande i Sverige. Inga underarter finns listade i Catalogue of Life.